# Juan Moreno
Juan Moreno, född 6 oktober 1972 i Huércal-Overa i Spanien, är en tysk journalist och författare.
Juan Moreno är son till bönder från Andalusien, som flyttade till Tyskland på 1970-talet som gästarbetare på en gummifabrik i Hanau. Han studerade nationalekonomi på Universität Konstanz, Universitetet i Florens och Kölns universitet och tog en examen på Deutsche Journalistenschule.
Han arbetade därefter som talkshowredaktör i radionätverket ARD, som moderator i Westdeutscher Rundfunks radio och moderator på public servicetevestationen i Phoenix i USA. Mellan 2000 och 2007 var han medarbetare i Süddeutsche Zeitung. Han har sedan 2007 skrivit för Der Spiegel och avslöjade 2018 sin journalistkollega Claas Relotius förfalskade reportage. Michael Hanfeld i Frankfurter Allgemeine Zeitung ansåg att detta räddat Der Spiegel från en ännu allvarligare skandal.
Han är gift och har fyra döttrar.